# Pareuptychia ocirrhoe
Pareuptychia ocirrhoe är en fjärilsart som beskrevs av Fabricius 1777. Pareuptychia ocirrhoe ingår i släktet Pareuptychia och familjen praktfjärilar. Inga underarter finns listade i Catalogue of Life.

## Bildgalleri

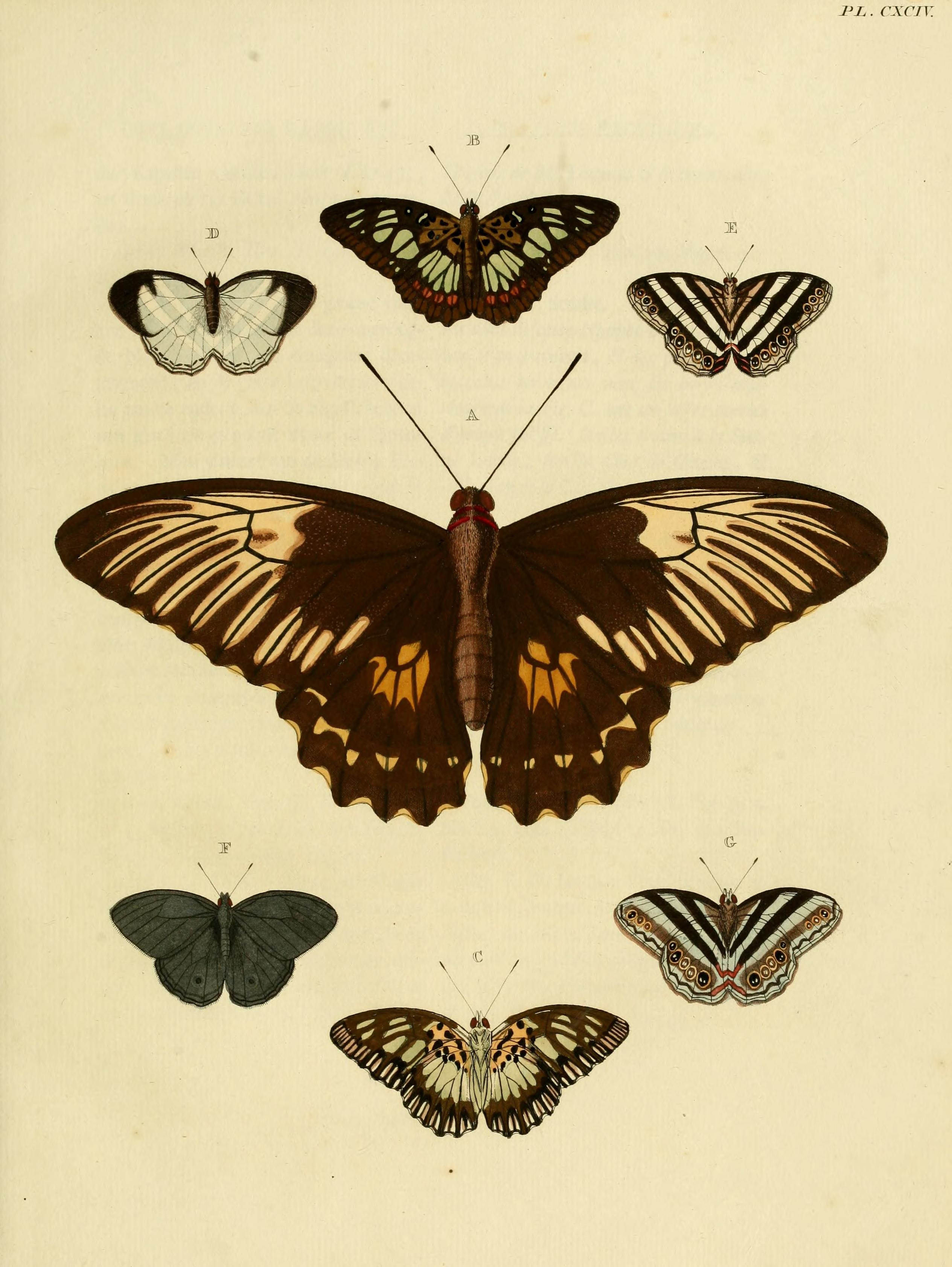
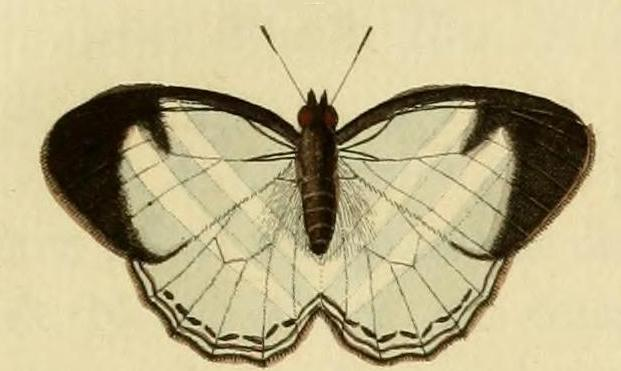
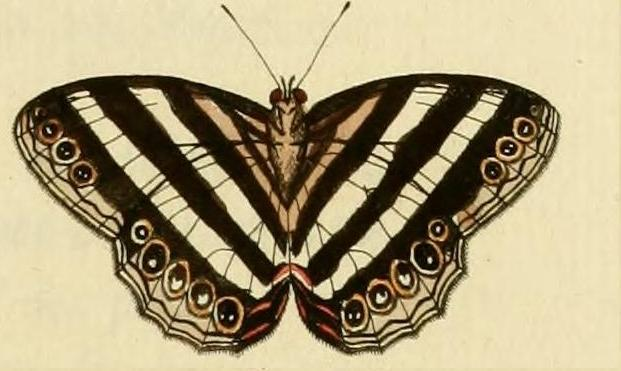